# Ministère de la Justice (Ouzbékistan)
Pour les articles homonymes, voir Ministère de la Justice.
Le ministère de la Justice est un ministère ouzbek qui supervise le système judiciaire du pays. Il est dirigé par Muzrob Ikromov depuis le 26 janvier 2015.

## Liste des ministres
| Nom                    | de              | à                 |
| ---------------------- | --------------- | ----------------- |
| Alisher Mardiyev       |                 |                   |
| Sirojiddin Mirsafoyev  |                 |                   |
| Abdusamad Polvonzoda   |                 | 4 février 2005    |
| Boʻritosh Mustafoyev   | 4 février 2005  | 1er novembre 2006 |
| Foziljon Otaxonov      | 4 décembre 2006 | Décembre 2007     |
| Ravshan Muhiddinov     | Décembre 2007   | 2 juin 2011       |
| Nigʻmatilla Yoʻldoshev | 2 juin 2011     | 26 janvier 2015   |
| Muzrob Ikromov         | 26 janvier 2015 | 14 août 2017      |
| Ruslanbek Davletov     | 14 août 2017    |                   |